# 29773 Samuelpritt
29773 Samuelpritt este un asteroid din centura principală de asteroizi.

## Descriere
29773 Samuelpritt este un asteroid din centura principală de asteroizi. A fost descoperit pe 10 februarie 1999 la Socorro, New Mexico, în cadrul proiectului LINEAR. Asteroidul prezintă o orbită caracterizată de o semiaxă mare de 3,09 ua, o excentricitate de 0,09 și o înclinație de 2,5° în raport cu ecliptica.